# レネ・バリエントス・オルトゥーニョ

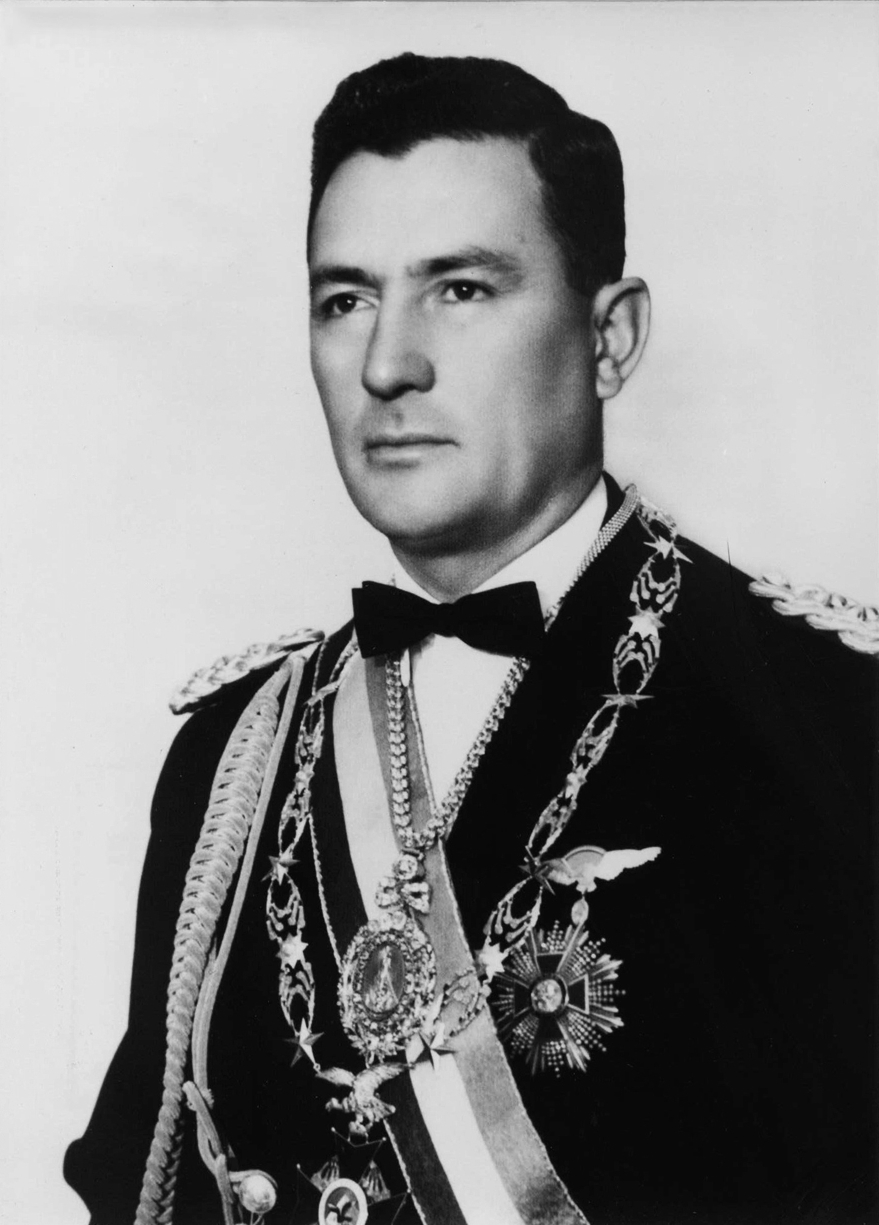
レネ・バリエントス・オルトゥーニョ (1967)

レネ・バリエントス・オルトゥーニョ（René Barrientos Ortuño, 1919年5月30日 - 1969年4月27日）は、ボリビアの軍人、政治家。

## 人物
ボリビア空軍軍人であり、1964年5月にビクトル・パス・エステンソロ大統領の下で副大統領を務めたが、1964年11月の軍事クーデターで、エステンソロ大統領を国外に追放し、自ら「軍事評議会」議長となり、軍事政権を樹立し、ボリビア革命後のMNR体制を崩壊させた。
冷戦下においてアメリカ合衆国からの強力な支援を受けた軍政下において、ケチュア語を理解したバリエントスは、ボリビア革命後保守及び反共産主義化していた農民層を支持基盤に取り込みつつ権力基盤を強固にし、1966年7月に大統領選挙を実施し、自らが大統領となり、鉱山労組を中心とする反対勢力や左派勢力に対する取締りを強化した。
かねてからアメリカの情報機関の庇護下でボリビア軍の軍事顧問をしていた元ナチス親衛隊中尉のクラウス・バルビーの支援も受けて、チェ・ゲバラ率いる共産ゲリラに対する掃討作戦を開始。この作戦は成功し、ゲバラもこの時捕らえられて殺害されている。
ゲバラは1967年10月に処刑され、南米における武装ゲリラ闘争は頓挫したが、その後もボリビアの政情不安は収まらなかった。1969年4月、カニャ・ドン・アルケ峡谷にて、農民に金を配りに行く最中搭乗したヘリが墜落する事故によって死亡した。

## 脚註
1. ↑  増田（2000年）、p.410
2. ↑  ガレアーノ（1986年）、p.283